# Кромовъ
«Кромовъ» — исторический фильм, снятый в 2009 году российским режиссёром Андреем Разенковым по мотивам повести В. Б. Ливанова «Богатство военного атташе». Совместное производство ООО Кинокомпания «Константа-фильм» и Киноконцерна «Мосфильм».

## Сюжет
Прототипом героя является граф Игнатьев.
1916 год, Париж. Полковник Алексей Алексеевич Кромов (Владимир Вдовиченков) становится военным атташе Российской империи во Франции. Его основная задача — поставка вооружения для русской армии.
После отречения Николая II от престола и Октябрьской революции 1917 года на банковском счёте графа Алексея Алексеевича Кромова в Банке Франции числилась астрономическая сумма — 250 миллионов рублей золотом, отпущенных на военные заказы и поставки. Когда империя рухнула, а в России началась Гражданская война, дипломатические отношения между Россией и Францией были прерваны.
Граф Кромов, находясь в Париже, легко мог бы присвоить себе эти унаследованные суммы. Тем более, что подразделение, которым он руководил, прекратило своё существование, и единственным хранителем и распорядителем этих денег был именно он. Значение имела только его подпись — «КромовЪ». Однако Алексей Алексеевич не умел торговать своей совестью, и такие слова, как «Офицерская честь» и «Патриотизм» были его личным знаменем.
В предместьях Парижа он ведёт небольшое домашнее хозяйство для скудного пропитания, донашивает костюмы и обувь, но не потратил на себя ни единого гроша, ни франка с банковского счёта.
Многочисленные соотечественники графа Кромова (монархисты, анархисты, эсеры, большевики, либералы, простые вынужденные эмигранты), кто уговорами, а кто и запугиваниями, пытались завладеть этими «золотыми» миллионами. За деньгами началась настоящая охота. Кромов горько произносит пророческую фразу: «У слова предан двоякий смысл».
Так и случилось. Граф нажил себе много врагов, от него отреклась мать, отвернулись друзья, ушла жена, но Алексей Алексеевич упрямо твердит одно и тоже: «Это деньги России! Я верну их на Родину, когда там установится настоящая власть, какою бы она ни была».
И только в 1925 году, после того, как между Францией и Советской Россией были возобновлены дипломатические отношения, граф Алексей Алексеевич Кромов передал все деньги большевикам через их полномочного представителя Леонида Борисовича Красина.

## В ролях
- Владимир Вдовиченков — граф Алексей Алексеевич Кромов
- Амалия Мордвинова — Елизавета Кромова
- Юрий Соломин — генерал Михаил Константинович Томилин
- Екатерина Васильева — Софья Дмитриевна, мать Кромова
- Альберт Филозов — Пётр Петрович, бухгалтер
- Андрей Руденский — полковник Стенбок
- Юозас Будрайтис — управляющий на складах
- Михаил Горевой — Вадим Александрович Гончаров
- Валерий Баринов — посол Мещерин
- Ксения Кутепова — Наталья Владимировна Тарханова
- Юрий Степанов — вахмистр Иван Самарин
- Вилле Хаапасало — клерк в банке
- Сергей Юшкевич — Грушевский
- Игорь Гордин — Лазарев
- Любомирас Лауцявичюс — Клетчатый

## Создатели фильма
- Режиссёр-постановщик — Андрей Разенков
- Оригинальная идея — Константин Филимонов (по повести Василия Ливанова «Богатство военного атташе».)
- Авторы сценария — Михаил Петухов, Константин Филимонов, Андрей Разенков
- Композитор — Евгений Дога
- Художник по костюмам — Наталья Иванова
- Художник-постановщик — Ольга Кравченя
- Оператор-постановщик — Мария Соловьёва
- Звукорежиссёр: Ян Потоцкий
- Продюсеры — Светлана Филимонова, Борис Данилюк

## Работа над фильмом
При написании сценария в основу сюжета легли реальные события и люди. Прототипом графа Кромова был граф А. А. Игнатьев, автор знаменитой книги «Пятьдесят лет в строю». По сути, фильм «КромовЪ» — это история графа Игнатьева (военного атташе Российской Империи во Франции), который действительно сохранил все деньги и в 1925 году через полномочного представителя СССР Л. Б. Красина передал эти деньги России.
Идея создания фильма родилась после того, как Константин Филимонов прочёл повесть В. Б. Ливанова «Богатство военного атташе», посвящённую этой истории. Ливанов продал кинокомпании «Константа-фильм» права на экранизацию. Однако один из соавторов сценария, Михаил Петухов, отмечает, что сюжет фильма «КромовЪ» намеренно прописывался не о графе Игнатьеве и не по книге «Богатство военного атташе». Авторы, не нарушая реальных событий, хотели рассказать о русском офицерстве в целом — о том трагичном времени и судьбе русских эмигрантов, об их подвигах и подлостях.
Премьера фильма «КромовЪ» состоялась в кинотеатре «Октябрь» в рамках Внеконкурсного показа на XXXI Московском международном кинофестивале (ММКФ). В дальнейшем фильм несколько раз демонстрировался в кинотеатрах на большом экране, но в кинопрокате эта кинолента не была. Из-за разногласий с продюсерами фильма В. Б. Ливанов потребовал убрать свою фамилию из титров и не упоминать о его повести «Богатство военного атташе», которая была основой сценария кинокартины.

## Призы и награды
- На IV кинофестивале исторического кино «Вече» в Великом Новгороде:
  - Приз зрительских симпатий;
  - Приз за лучшую операторскую работу (Мария Соловьёва)
  - Специальный приз Жюри Кинофестиваля — генеральному продюсеру, автору идеи и соавтору сценария (Константин Филимонов).
- На III Международном кинофестивале «Русское зарубежье» в Москве:
  - Специальный диплом жюри фестиваля;
  - Диплом лучшей актрисе (Екатерина Васильева).
- Фильм «КромовЪ» участвовал в октябрьском кинофоруме «Неделя российского кино в Париже» 2009 года[3].